# Walter von Nathusius
Walter von Nathusius (* 22. August 1873 in Erfurt; † 5. November 1943 in Erfurt; vollständiger Name: Walter Engelhard Julius August von Nathusius) war ein deutscher Unternehmer der Textilindustrie in Thüringen. Er entwickelte erfolgreich ein Textilhandelsunternehmen zu einem der bedeutendsten Strumpfproduzenten Deutschlands seiner Zeit.

## Leben
Da seine Großmutter mütterlicherseits aus der Erfurter Kaufmannsfamilie Lucius stammte, und es in der Linie keine männlichen Nachfolger gab, wurde in der Familie entschieden, dass Nathusius die 1763 als Wollgarngroßhandlung gegründete Firma Johann Anton Lucius übernehmen sollte. Entsprechend wurde er schon früh für eine kaufmännische Tätigkeit ausgebildet. Als Vorbereitung machte er nach der Schulausbildung eine Lehre in Hamburg und ging nach Großbritannien. Eine von ihm angestrebte Ausbildung auch in Übersee ließ sich allerdings nicht mehr umsetzen.
1906 übernahm er gemeinsam mit dem Prokuristen Carl Bender die Leitung des Unternehmens Lucius. Schnell baute er das bis dahin vor allem als Großhandlung bekannte Unternehmen auch zu einem Hersteller mit Standorten in Chemnitz und Schleusingen (Thüringen) aus. Unter seiner Leitung wurde die Marke Pilz eine in weiten Teilen Deutschlands bekannte Marke für Strumpfprodukte. Zwei jüngere Brüder Nathusius’ traten 1913 bzw. 1922 als leitende Angestellte und später auch als Mitgesellschafter in die Firma Lucius ein: Hans Joachim von Nathusius sowie Franz Xaver von Nathusius. 1933 waren er und sein Unternehmen in dem vom rechten Hetzblatt Der Stürmer aufgegriffenen „Skandal um die Lucius-Strümpfe“ verwickelt. Im Jahr 1941 erlitt Nathusius einen schweren Schlaganfall, an dessen Folgen er 1943 starb. So erlebte er die Enteignung seines Unternehmens nach Kriegsende nicht mehr mit.

## Familie
Nathusius war der zweitälteste Sohn des Landstallmeisters Hans von Nathusius und dessen Frau Marianne von Nathusius geb. Buhlers (1849–1916). Er hatte fünf Geschwister und verlebte seine Jugend in Zirke in der Provinz Posen und in Dillenburg. Am 4. Januar 1908 heiratete Walter von Nathusius in Erfurt Erika geb. Berg (1888–1966), die Tochter des Brigadegenerals Arnold Wilhelm Berg und dessen Frau Ottilie Fanny Berg geb. Martens. Das Paar hatte drei Kinder, der Sohn Hans Arnold (* 1909) fiel 1943 in Stalingrad. Die Tochter Ursula Maria (* 1912) war Pressereferentin bei der deutschen Botschaft in Washington, D.C. und heiratete den Intendanten Ingolf Kuntze. Die zweite Tochter, Erika Maria (1917–1954), heiratete Friedrich Freiherr von Wilmowsky (1911–1988), Gutsbesitzer in Deutschland auf Arnim und Großrössen, und Südwestafrika sowie Sohn von Tilo Freiherr von Wilmowsky und Barbara Freifrau von Wilmowsky geb. Krupp.